# 稲江科技曁管理学院
稲江科技曁管理学院（とうこうかぎおよびかんりがくいん、Toko University of Management）は、台湾嘉義県朴子市にある私立学院。

## 歴史
- 2000年開校
- 2001年招生
- 2020年5月、大学理事会は学校が募集・運営の停止を表明[1]。

## 組織
- 民生学群
  - 老人福祉学科
  - 幼児教育学科
  - 営養保健学科
  - 応用語学科
  - 応用芸術デザイン学科
  - 文学平面コミュニケーション学科
  - カウンセリング指導学科

- 科学技術学群
  - 情報テクノロジー学科
  - 情報管理学科
  - アニメーションゲームソフトデザイン学科

- 財経管理学群
  - 財経法律学科
  - 運輸物流学科
  - 国際企業管理学科
  - レジャー管理学科
  - 公共事務管理学科
  - 旅行ホテル業管理学科

## 交通アクセス
最寄駅:台湾高速鉄道 高鉄嘉義駅（徒歩約1時間）
バス
- 阿里山客運嘉義県市区公車
  - 166系統 嘉義駅 (台湾高速鉄道) — 塩水
  - 168系統 嘉義駅 (台湾高速鉄道) — 高跟鞋教堂（中国語版）
- 嘉義県公車処
  - 7324系統 嘉義 - 朴子（一部の便のみ経由）
  - 7327系統 嘉義 - 布袋（一部の便のみ経由）